# Gråbröstad duva
Gråbröstad duva (Leptotila cassini) är en fågel i familjen duvor inom ordningen duvfåglar.

## Utseende
Gråbröstad duva är en relativt liten gråbrun duva. Den skiljs från liknande ljuspannad duva och gråhuvad duva genom varmbrunt på hjässa och nacke samt gråare bröst. I flykten uppvisar den liksom sina släktingar vita stjärthörn och rostrött under vingarna.

## Utbredning och systematik
Gråbröstad duva förekommer från södra Mexiko till norra Colombia. Den delas in i tre distinkta underarter med följande ubtredning:
- Leptotila cassini cassini – förekommer från Panama (Panamakanalzonen) till norra Colombia (Cauca-Magdalena-området)
- Leptotila cassini rufinucha – sydvästra Costa Rica och nordvästra Panama (Chiriquí)
- Leptotila cassini cerviniventris – karibiska låglandet från sydöstra Mexiko (Chiapas), söderut till västra Panama (Chiriquí och Ngäbe-Buglé)

## Levnadssätt
Gråbröstad duva hittas i fuktiga tropiska skogar i låglänta områden. Där lever den ett tillbakadraget liv på marken och hörs oftare än ses. Liksom andra arter i släktet kan den ses promenera i skuggiga vägkanter och på stigar, framför allt i början och slutet av dagen. När den skräms lyfter den explosivt och flyger till en låg sittplats i undervegetationen.

## Status och hot
Arten har ett stort utbredningsområde, men tros minska i antal, dock inte tillräckligt kraftigt för att den ska betraktas som hotad. Internationella naturvårdsunionen IUCN listar arten som livskraftig (LC).
Beståndet uppskattas till i storleksordningen 50 000 till en halv miljon vuxna individer.

## Namn
Fågelns vetenskapliga artnamn hedrar den amerikanske ornitologen John Cassin (1813-1869). Fram tills nyligen kallades den cassinduva även på svenska, men justerades 2022 till ett enklare och mer informativt namn av BirdLife Sveriges taxonomikommitté.